# Shedd Aquarium

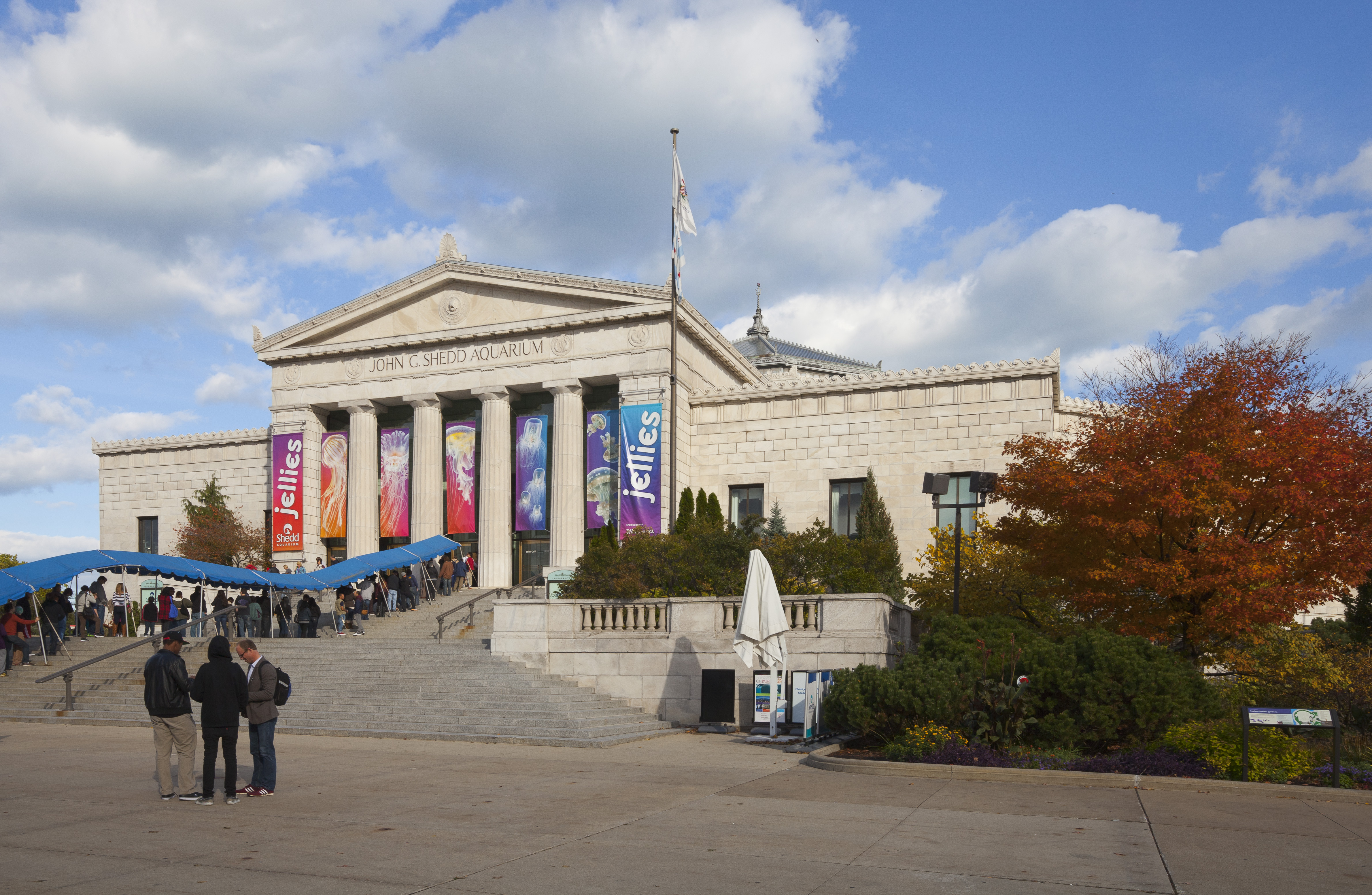
Shedd Aquarium

Het Shedd Aquarium is een publiek toegankelijk aquarium gelegen in Chicago in de Verenigde Staten maakt deel uit van een museum campus gelegen net ten zuiden van Grant Park. Op de campus liggen ook een museum voor natuurwetenschappen en een planetarium. De campus is een van de grootste toeristische trekpleisters in Chicago.

## Geschiedenis
De geschiedenis van het aquarium gaat terug tot 1924 toen John Graves Shedd, een prominente zakenman, 2 miljoen dollar - later gevolgd door nog 1 miljoen dollar - schonk voor de realisatie van een aquarium in Chicago. Hij vormde de Shedd Aquarium Society, een organisatie die verantwoordelijk was voor de bouw en het beheer van het aquarium.
Het aquarium opende in 1929 en de inwoners van Chicago bezochten in drommen de nieuwe attractie ook al waren er nog geen vissen te zien. Zeewater arriveerde pas in 1930.  De reservoirs, die rond een centrale rotonde gelegen zijn, openden niet veel later.  Het zeewater werd van 1930 tot 1970 per trein vanuit Florida aangevoerd.  Vanaf dat jaar wordt ter plaatse "zeewater" gemaakt.

### Fasen in de groei van het aquarium
- 1930: Eerste bassins gereed, 5700 m3
- 1971: Toevoeging Caraïbische rif
- 1991: Toevoeging Oceanarium geopend, waarbij het aquarium in oppervlakte verdubbelde.
- 2000: Amazon Rising geopend
- 2005: het Wild Reef geopend

## Het aquarium
Het aquarium is onderverdeeld in enkele zones, waarvan het Caraïbische rif en het Oceanarium de belangrijkste zijn. Het Caraïbische rif bevat zo’n 70 verschillende diersoorten waaronder haaien en pijlstaartroggen.  Het aquarium biedt vanachter zijn ramen een mooi overzicht van het leven op het rif.  Verscheidene camera’s in de 340 m3 grote tank zorgen ervoor dat de dieren van dichtbij gadegeslagen kunnen worden.
De vissen worden vijf keer per dag gevoederd door duikers die de bezoekers informatie geven over de dieren terwijl ze gevoed worden.

## Oceanarium
Het enorme, 11.400  m3 grote Oceanarium biedt een overzicht van het zeeleven aan de noordkunst langs de Stille Oceaan. In het Oceanarium worden Beluga walvissen, zeeotters en zeehonden gehouden.  De sterren hier zijn de witgestreepte dolfijnen. Dagelijks zijn er verscheidene shows en dankzij de enorme omvang van het oceanarium hebben de dolfijnen genoeg ruimte om hun snelheid aan de bezoekers te tonen.

## Het gebouw
Het aquarium werd oorspronkelijk gebouwd in 1929 door de architecten Graham, Anderson, Probst & White. Het is ontworpen als een neo-klassiek octagonaal gebouw van wit marmer. De moderne glazen uitbreiding van 1991 werd ontworpen door Lohan Associates.